# Menam-Čao-Praja
Menam-Čao-Praja zvaná jen Menam nebo jen Čao-Praja (thajsky แม่น้ำเจ้าพระยา) je řeka na poloostrově Zadní Indie. Je to největší řeka v Thajsku, nepočítaje Mekong a Salwin, které tečou pouze po hranicích země. Postupně protéká provinciemi Nakhon Sawan, Chainat, Uthai Thani, Ang Thong, Sing Buri, Ayutthaya, Nonthaburi, Samut Prakan a také protéká hlavním městem Bangkokem. Je 1200 km dlouhá (od pramenů hlavní zdrojnice Ping 1500 km). Povodí má rozlohu 150 000 km².

## Průběh toku
Zdrojnice pramení na svazích hřbetu Kchuntchan a na planině Fipannam. Teče ze severu na jih převážně Menamskou nížinou. Ústí do Thajského zálivu Jihočínského moře, přičemž vytváří deltu, která se díky naplaveným nánosům posunuje do moře každý rok o 30 až 60 cm.

## Vodní režim
V létě dochází k povodním, které jsou způsobené monzunovými dešti. Nejvyšší průtok má od května do listopadu, přičemž v posledních dvou měsících je významná část delty zaplavována. Nejnižší stav vody je v dubnu. Průměrný průtok vody na dolním toku činí přibližně 2700 m³/s.

## Využití
Voda z řeky i jejich přítoků se hojně využívá k zavlažování, převážně rýžových polí. Po řece se plaví dřevo. Je na ní rozvinuté rybářství, průmyslově se zpracovávají kapři. Vodní doprava je možná v délce 400 km (k ústí řeky Ping) a při velké vodě do vzdálenosti 750 km až k městu Uttaradit. V deltě leží města Bangkok a Ajuttchaja.